# Bürstadt
Bürstadt é uma cidade da Alemanha localizada no distrito de Bergstrasse da região administrativa de Darmstadt, estado de Hessen.